# Tvåstrimmig skogsblomfluga
Tvåstrimmig skogsblomfluga (Dasysyrphus albostriatus) är en tvåvingeart som först beskrevs av Carl Fredrik Fallén 1817.
Tvåstrimmig skogsblomfluga ingår i släktet skogsblomflugor och familjen blomflugor. Artens utbredningsområde är Sverige. Arten är reproducerande i Sverige. Inga underarter finns listade i Catalogue of Life.

## Bildgalleri

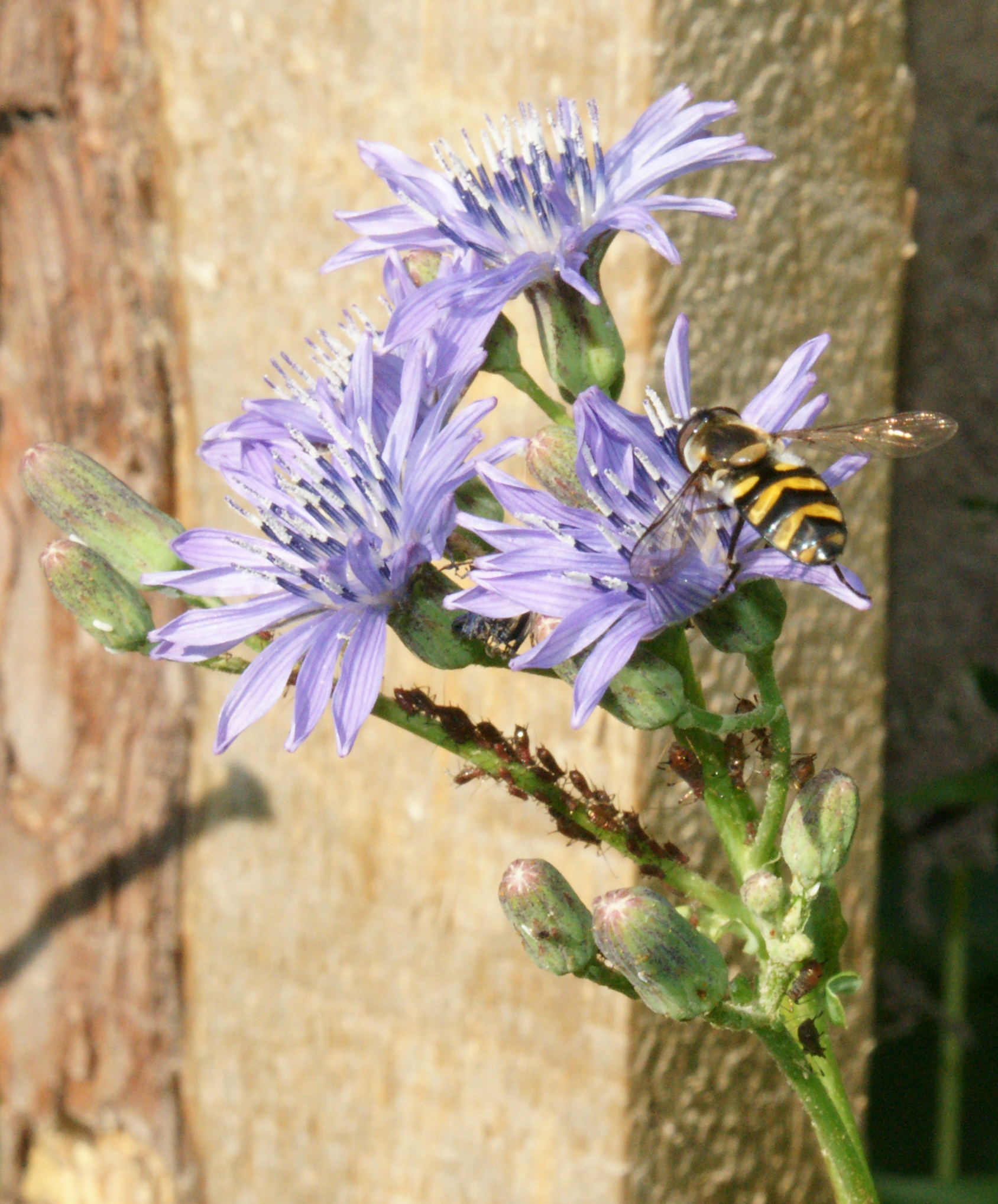
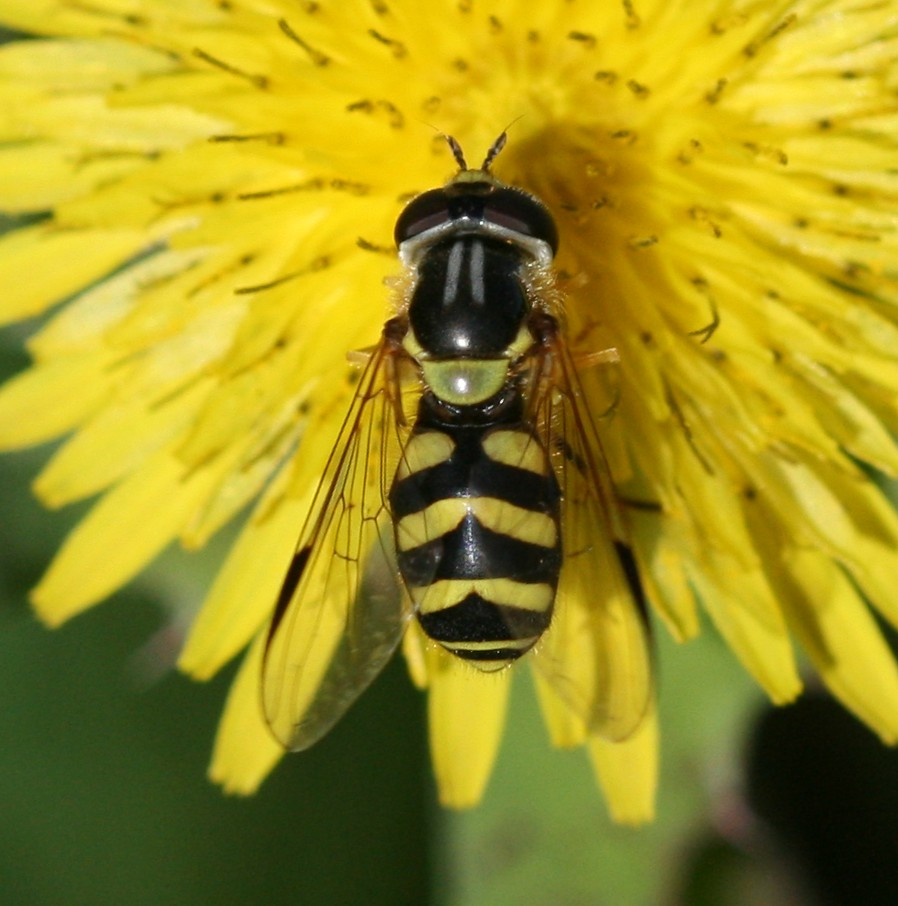
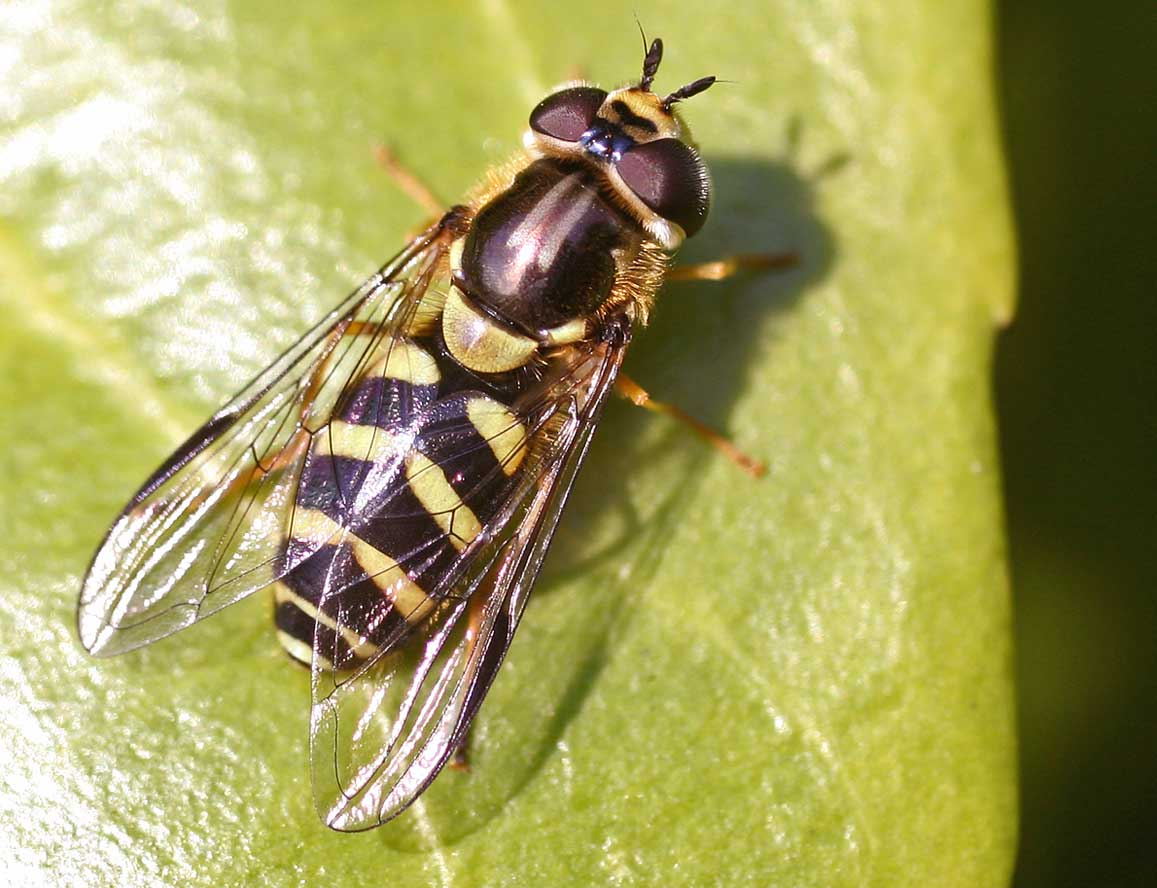
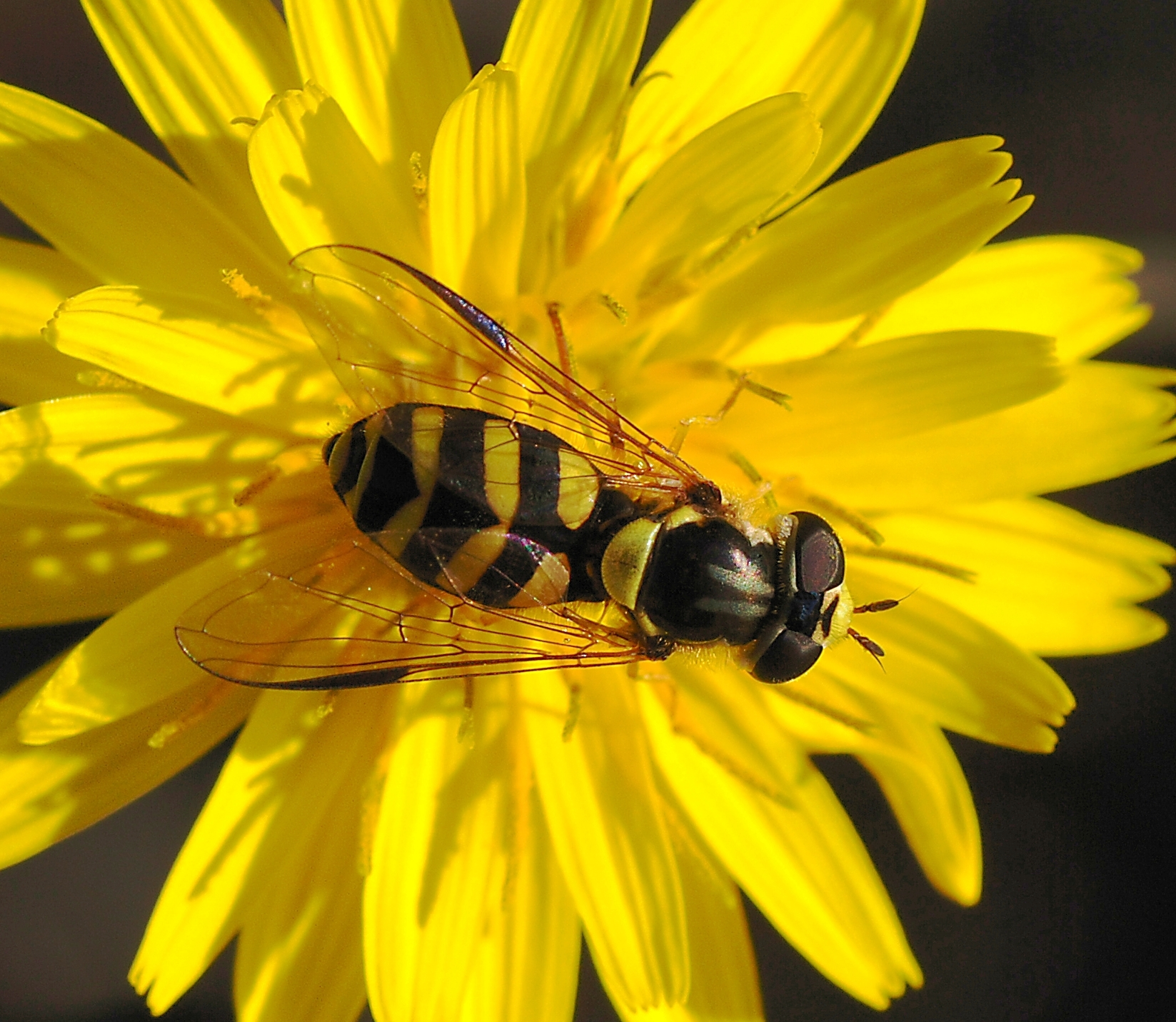
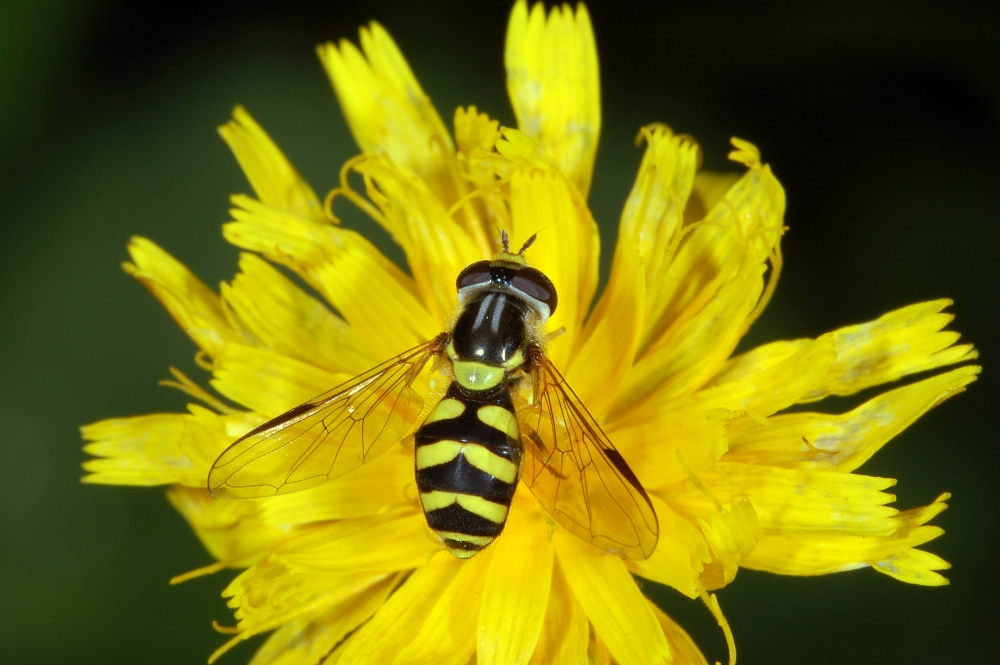